# トミーズのはらぺこ亭
『トミーズのはらぺこ亭』（トミーズのはらぺこてい）は、フジテレビ系列局ほかで放送された関西テレビ製作の料理バラエティ番組である。製作局の関西テレビでは1997年10月3日から2008年3月29日まで、関西電力の一社提供で放送。

## 概要
当初は金曜 25:00 - 25:55 （土曜 1:00 - 1:55）に放送の55分番組だったが、2000年10月に土曜 18:30 - 19:00へ移動するとともに30分番組化。以来、最終回まで同時間帯で放送され続け、後継番組の『トミーズのはらぺこキッチン 極』も同時間帯で放送された。
関西テレビは土曜18時半から当番組を放送していたため、当時一部のフジテレビ系列で同時間帯に放送されていた『もしもツアーズ』の拡大版を19:00からの2時間編集版にして放送することがあった。

## 内容
毎回ゲストを招き、ゲストが食べたい料理をリクエスト。それを関西に店を持つ料理人がスタジオで調理してもてなしていた。その際、トミーズ健が料理に合う「おすすめのドリンク」をソムリエスタイルで出していた。番組の開始当初は林繁和がワインを中心としたアルコール類を出していたが、林が降板した後はトミーズ健が担当。ゲストによってはアルコール類だけでなく、ソフトドリンクを出すこともあった。
深夜時代のセットは食堂だったが、放送曜日・時間が移動した際にレストランのセットにリニューアルし、レギュラー出演者の衣装も変更。その名残か、なるみはトミーズ雅のことを「大将」と呼ぶことがあった。また、ゲストは関西出身者が多かった。
かつては料理人が作った料理をトミーズ雅を除くレギュラー出演者がゲームで対決し、勝者が食べられるシステムとなっていた。その後、スタジオ観覧者から選ばれた1名とトミーズ健が対決し、その勝者が食べられる形に変わった。

### おすすめの一品
ゲストがおすすめする和菓子・洋菓子をおみやげとして持参する設定で、トミーズとなるみがゲストと一緒に試食するコーナー。

### はらぺこ三ツ星クッキング
若干リニューアルがあるものの、番組開始から続いていたコーナー。低予算で材料が揃う簡単な料理をトミーズ雅、トミーズ健、なるみが週替わりで調理していく。実際に調理した料理はゲストとゲストに料理を作った料理人が試食の上採点。合計点が一定の合格点を超えたら、店のメニューに加えていくことになっている。実際に、スタジオセットに飾りつけているメニューボードに追加されている。

## レギュラー出演者

### オーナーシェフ
- トミーズ雅（トミーズ） - 金曜深夜時代にはオーナー役で出演。

### シェフ
- トミーズ健（トミーズ） - 金曜深夜時代と土曜夕方時代初期にはウエイター役で出演。
- なるみ（元トゥナイト） - 金曜深夜時代と土曜夕方時代初期にはウエイトレス役で出演。

### 途中降板したレギュラー出演者
- しずか（出演当時トゥナイト） - 金曜深夜時代に出演。
- 渡辺たかね（料理研究家） - 金曜深夜時代に見習い従業員役で出演。
- 林繁和（出演当時TEC日調主任教授） - 金曜深夜時代と土曜夕方時代初期に総料理長役で出演。
- 春野桃子（出演当時カルシウムハウスママ） - 金曜深夜時代にソムリエ役で出演。

## 街ぺこハンターズ (Goo♡Goo)
女性視聴者の中から選出された「街ぺこハンターズ」と呼ばれるリポーターが毎週グルメリポートを担当していた。グルメレポート以外での活動時には「Goo♡Goo」（グーグー）というグループ名に変わった。第3期生メンバーが歌った番組のエンディングテーマ「一緒にいるだけでやさしい気持ちになれるねん」は、着うた・着うたフル限定で配信された。第4期生メンバーもこの曲をダンスバージョンにアレンジした「一緒にいるだけでやさしい気持ちになれるねん 4th style」を歌っている。
2006年10月からは関西テレビ☆京都チャンネルで『Goo♡Goo〜街ぺこハンターズ〜』という番組が放送されていた。

### 第2期生（2006年1月 - 2007年6月）
- 南波糸江
- 向井ひか梨
- 枡川かおり
- 右京あん菜
- 辻本彩
- 武藤愛美

### 第3期生（2006年7月 - 2007年3月）
- 新家綾子
- 上松みどり
- 奥野麻理
- 清水万貴
- 首藤玲奈
- 田川恵理
- 西村遥
- 久冨美人
- 柳原佳奈
- 柳原沙耶

### 第4期生（2007年4月 - 2008年3月）
- 中江里菜
- 岸田奈緒美
- 河野真実
- 青郷花香
- 藤野仁海
- 雅千夏
- 森あかね
- 山田七尋

## ナレーター
- 青野敏行

## スタッフ

### 番組終了時のスタッフ
- 構成：本多正識
- ブレーン：古本企画、CIEL / 北村りん、三好彩子
- 技術：ウエストワン
- 美術：岸村信治（すくらんぶる）
- 看板題字：髙田万由子
- ランドスケープアーティスト：石原和幸
- フラワーコーディネート：花工房 ティアラ
- VTR編集：小寺崇弘
- MA・SE：中原通子（テレコープ）
- ディレクター：西原久進・藤原慎平（メディアプルポ）
- アシスタントプロデューサー：増田幸一郎（メディアプルポ）
- プロデューサー：伊藤達弘（KTV）、中島毅（よしもとクリエイティブ・エージェンシー）、伊東宏明（メディアプルポ）
- 制作協力：吉本興業、メディアプルポ
- 制作著作：関西テレビ

### 途中まで参加していたスタッフ
- 企画・プロデューサー：植村泰之（KTV）
- プロデューサー：小寺健太（KTV）、原川大・稲冨聡（よしもとクリエイティブ・エージェンシー）
- 構成：門上武司
- ディレクター：横山勇人・若松雅也・溝上正造（メディアプルポ）
- VTR編集：阪西和宏（テレコープ）、橋本秀幸、井上孝史、高津武弘
- MA・SE：田口雅敏（戯音工房）

## エンディングテーマ曲
- Someday,Another Way / 'else

ほか

## 放送局

### レギュラー放送
| 放送対象地域   | 放送局         | 系列                                         | 放送日時                                                                                           | 備考         |
| -------------- | -------------- | -------------------------------------------- | -------------------------------------------------------------------------------------------------- | ------------ |
| 近畿広域圏     | 関西テレビ     | フジテレビ系列                               | 金曜 25:00 - 25:55 （1997年10月3日 - 2000年9月） 土曜 18:30 - 19:00 （2000年10月 - 2008年3月29日） | 製作局       |
| 石川県         | 石川テレビ     | フジテレビ系列                               | 月曜 10:00 - 10:30                                                                                 | 2日遅れ      |
| 島根県・鳥取県 | 山陰中央テレビ | フジテレビ系列                               | 土曜 10:30 - 11:00                                                                                 | 7日遅れ      |
| 沖縄県         | 沖縄テレビ     | フジテレビ系列                               | 火曜 16:29 - 16:53                                                                                 | 17日遅れ     |
| 三重県         | 三重テレビ     | 独立UHF局                                    | 木曜 12:30 - 13:00                                                                                 | 19日遅れ     |
| 愛媛県         | テレビ愛媛     | フジテレビ系列                               | 金曜 16:00 - 16:30                                                                                 | 35日遅れ     |
| 大分県         | テレビ大分     | フジテレビ系列 日本テレビ系列 クロスネット局 | 木曜 09:55 - 10:25                                                                                 | 遅れ日数不明 |

### 不定期放送など
不定期放送
- テレビ新広島 - 特別番組などでレギュラー番組が休止になった場合などに単発で放送。2008年3月16日（日曜）には10:00 - 11:20に山陰中央テレビの『まつえレディースハーフマラソン』を同時ネットするため、10:00からの『笑っていいとも!増刊号』を休止して11:20 - 11:45に本番組を放送した。

過去の放送局
- 群馬テレビ
- テレビ神奈川

## 関連書籍
- トミーズのはらぺこ亭 三ツ星クッキングレシピ（2003年12月発行（11月発売）、学研マーケティング、ISBN 4-05-603332-3）